# Iványos (Szlovákia)
Iványos (1899-ig Vanyiskócz, szlovákul: Vaniškovce) község Szlovákiában, az Eperjesi kerület Bártfai járásában.

## Fekvése
Bártfától 20 km-re délre fekszik.

## Története
1345-ben említik először.
A 18. század végén Vályi András így ír róla: „VANISKÓCZ. Vaniskovce. Orosz falu Sáros Várm. földes Urai több Urak, fekszik Osikának szomszédságában, és ennek filiája; határja jó, réttye, legelője, és erdeje hasznos.”
Fényes Elek 1851-ben kiadott geográfiai szótárában így ír a faluról: „Vanyicskócz, Sáros vm. tót falu, Oszikóhoz 3/4 órányira: 324 kath., 6 evang., 45 zsidó lak. Derék erdő. F. u. többen. Ut. p. Bártfa.”
A trianoni diktátum előtt Sáros vármegye Bártfai járásához tartozott.

## Népessége
| Év:            | 1994. | 2004.   | 2014.    | 2024.   |
| -------------- | ----- | ------- | -------- | ------- |
| Emberek száma: | 343   | 335     | 385      | 401     |
| Eltérés:       |       | -2,33 % | +14,92 % | +4,15 % |

| Év:            | 2023. | 2024. |
| -------------- | ----- | ----- |
| Emberek száma: | 401   | 401   |
| Eltérés:       |       | +0 %  |

1910-ben 236, túlnyomórészt szlovák lakosa volt.
2001-ben 352 lakosából 351 szlovák volt.
2011-ben 373 lakosából 360 szlovák.

## Nevezetességei
Szent Imre herceg tiszteletére szentelt római katolikus temploma.

## Külső hivatkozások
- Községinfó
- Iványos Szlovákia térképén
- E-obce.sk Archiválva 2012. augusztus 22-i dátummal a Wayback Machine-ben